# Anthela ochroptera
Anthela ochroptera is een vlinder uit de familie van de Anthelidae. De wetenschappelijke naam van de soort is voor het eerst geldig gepubliceerd in 1892 door Oswald Beltram Lower.